# Chester (Wirginia Zachodnia)
Chester – miasto w Stanach Zjednoczonych, w stanie Wirginia Zachodnia, w hrabstwie Hancock.